# Waldsiedlung (Nauen)
Die Waldsiedlung, auch Weinberg, Am Weinberg und Weinberg-Waldsiedlung genannt, ist ein Ortsteil der Stadt Nauen im Landkreis Havelland in Brandenburg.

## Nachbarorte
- Nauen
- Teufelshof, Gemeindeteil von Kienberg, Ortsteil der Stadt Nauen
- Kienberg, Ortsteil der Stadt Nauen
- Alt Brieselang, Ortsteil der Gemeinde Brieselang

## Geografie
Die Waldsiedlung liegt in einer Höhe von 31 m ü. NHN etwa einen Kilometer nordöstlich von Nauen an der Bundesstraße 273 zwischen Nauen und Kremmen und etwa elf Kilometer entfernt vom Anschluss Kremmen (AS 25) der Bundesautobahn 24 und fünf Kilometer westlich vom Anschluss Falkensee (AS 28) der Bundesautobahn 10. 

## Geschichte

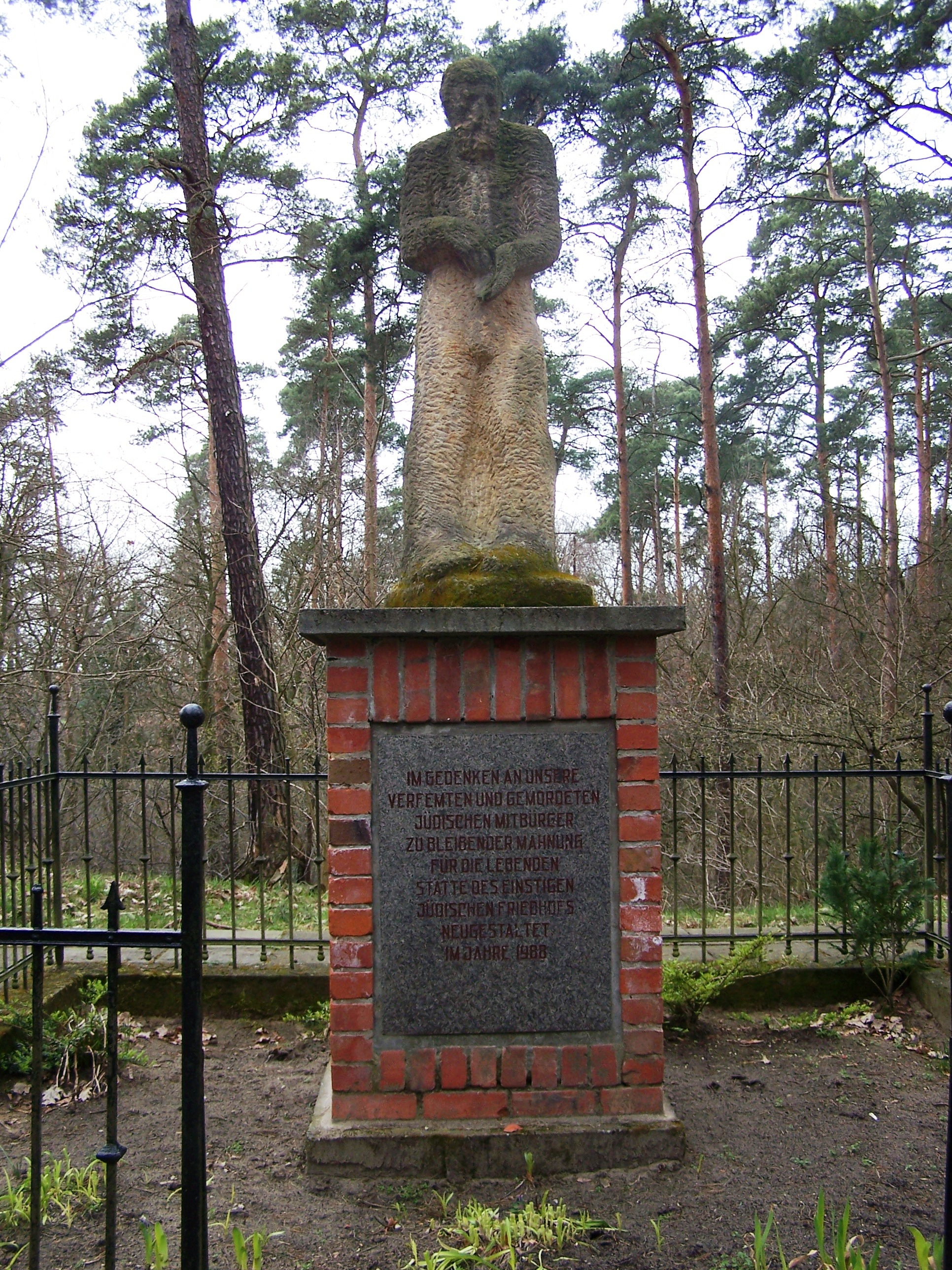
Denkmal an den ehemaligen jüdischen Friedhof

Die Waldsiedlung war nie eine eigenständige Gemeinde. Sie entwickelte sich aus einer Kleingartensiedlung, die naturliebende Berliner in den zwanziger Jahren des 19. Jahrhunderts dort gründeten. In den späten 1870er Jahren gab es dort außer der beliebten Ausflugsgaststätte „Am Weinberg“ nur wenige feste Häuser. Dies änderte sich, als das Gebiet ein Jahrzehnt später zum Bebauungsgebiet erklärt wurde. Viele ehemalige Kleingärtner nutzten die Situation und errichteten anstatt ihrer Lauben feste Häuser.

Bereits 1819 wurde auf der kleinen Anhöhe, die vermutlich einst als Weinberg genutzt wurde und der in der Nähe befundenen früheren Gaststätte „Am Weinberg“ den Namen gab, ein jüdischer Friedhof errichtet. Der Friedhof sowie sämtliche Grabsteine wurden während der Zeit des Nationalsozialismus zerstört. Heute erinnert eine figürliche Darstellung von Ingo Wellmann aus dem Jahre 1988 (Plastik eines Knienden), die das 1950 errichtete Denkmal mit einer Plastik ersetzte, an jenen Ort der Nauener Geschichte.

1904 wurde am Nauener Stadtwald das Forsthaus für den Oberförster und seine Familie errichtet, welches heute als Atelier und Künstlerwerk- und wohnstatt genutzt wird.

1913 erwarb die Stadt Nauen das Anwesen Stolpshof am Rande des Stadtwaldes. Heute ist es die Heimat der Ausbildungsstätte des Jugendaufbauwerkes Nauen (JAW). Zuvor wurde es von der LPG Nauen genutzt, in den 1970er Jahren als Gestüt.
An der alten Schäferei gab es zu Zeiten der DDR einen Agrar-Flugplatz. Der Versuch, ihn nach der Wende für die Zivilluftfahrt für Rundflüge weiter zu nutzen, wurde 2003 aufgegeben und der Flugverkehr unter anderem wegen andauernder Bürgerproteste eingestellt.

## Politik
Der ehrenamtliche Ortsvorsteher und Mitglied der Stadtverordnetenversammlung der Stadt Nauen ist Jörg Schüler (SPD).  (Stand: Kommunalwahl am 28. September 2008)

## Kommunikation und Infrastruktur
Die Waldsiedlung ist im Rahmen des ÖPNV durch die Havelbus-Linien 659 der HVG mit Nauen und Hennigsdorf und durch die Havelbus-Linie 671 der HVG mit Nauen und Berlin-Spandau verbunden.